# Eosentomon bohemicum
Eosentomon bohemicum är en urinsektsart som beskrevs av Josef Rusek 1966. Eosentomon bohemicum ingår i släktet Eosentomon och familjen trakétrevfotingar. Inga underarter finns listade i Catalogue of Life.